# Rolles Gracie
Rolles Gracie Jr. (Rio de Janeiro, 14 de julho de 1978) é um lutador de jiu-jitsu brasileiro.
É filho de Rolls Gracie, um dos pioneiros do jiu-jitsu brasileiro.

## Carreira no MMA
Rolles teve sua estreia no MMA em 2007, no evento IFL Team Championship. Venceu rapidamente a luta por finalização.
Em 2009, assinou com o Art Of Fighting Championship e fez sua estreia em maio de 2009 contra o russo Baga Agaev. Em sua segunda luta, venceu o veterano do K-1, Peter Graham.
Em 2010, assinou com o UFC, o que criou grande expectativa, pois era o esperado retorno de um dos Gracie ao UFC. Teve sua luta marcada contra Mustafa Al Turk, porém, este se lesionou e foi substituído por Joey Beltran. Rolles tentou finalizar Beltran no primeiro round, mas este se esquivou bem. Ao final do primeiro assalto, Rolles visivelmente cansado. No segundo round, sofreu um queda de Beltran, que pode trabalhar por cima, e acertou 15 fortes golpes Rolles, fazendo que que o arbitro Herb Dean, interrompesse a luta.
Após essa derrota, Rolles saiu do UFC e foi lutar no UCC, onde voltou a vencer por finalização no primeiro round.
Sua última luta foi contra o gigante Bob Sapp, o qual finalização com um sequência de golpes..

## Polêmica
Rolles criou uma polêmica muito grande ao dar uma faixa preta de Jiu-Jitsu ao também lutador de MMA, Rashad Evans. Ao ser questionado, ele disse que Evans, apesar de não treinar com kimono, tem o nível de faixa preta. Salientou também que a faixa é de Jiu Jitsu sem quimono, e que se Evans fosse competir em uma competição assim, competiria entre os faixas pretas.

## Cartel no MMA
| Resultado | Cartel | Oponente             | Método                         | Evento                             | Data       | Round | Tempo | Local                                      | Notas           |
| --------- | ------ | -------------------- | ------------------------------ | ---------------------------------- | ---------- | ----- | ----- | ------------------------------------------ | --------------- |
| Derrota   | 8-3    | Mariusz Pudzianowski | Nocaute (soco)                 | KSW 31                             | 23/05/2015 | 1     | 0:23  | Gdańsk                                     | Estréia no KSW. |
| Derrota   | 8-2    | Derrick Mehmen       | Nocaute (soco)                 | WSOF 5: Arlovski vs. Kyle          | 14/09/2013 | 2     | 2:40  | Atlantic City, Nova Jersey, Estados Unidos | Estreia no WSOF |
| Vitória   | 8-1    | Yusuke Kawaguchi     | Finalização (triângulo de mão) | Inoki Bom-Ba-Ye 2012               | 31/12/2012 | 1     | 2:00  | Tóquio, Japão                              |                 |
| Vitória   | 7-1    | Tony Bonello         | Finalização (mata leão)        | ONE FC: Pride of a Nation          | 31/08/2012 | 3     | 1:33  | Quezon City, Filipinas                     |                 |
| Vitória   | 6–1    | Bob Sapp             | Finalização (socos)            | ONE FC: Battle of Heroes           | 11/02/2012 | 1     | 1:18  | Jakarta, Indonésia                         |                 |
| Vitória   | 5–1    | Lee Mein             | Finalização (triângulo de mão) | Wreck MMA: Unfinished Business     | 28/10/2011 | 1     | 1:51  | Gatineau, Quebec, Canadá                   |                 |
| Vitória   | 4–1    | Braden Bice          | Finalização (triângulo de mão) | UCC 4: Supremacy                   | 22/04/2011 | 1     | 1:05  | Morristown, Nova Jérsei, Estados Unidos    |                 |
| Derrota   | 3–1    | Joey Beltran         | TKO (socos)                    | UFC 109                            | 06/02/2010 | 2     | 1:31  | Las Vegas, Nevada, Estados Unidos          | Estréia no UFC  |
| Vitória   | 3–0    | Peter Graham         | Finalização (triângulo de mão) | Art of War 14: Ground Zero         | 26/09/2009 | 1     | 1:43  | Macau, China                               |                 |
| Vitória   | 2–0    | Baga Agaev           | Finalização (mata-leão)        | Art of War 12: Invincible          | 23/05/2009 | 1     | 5:09  | Beijing, China                             |                 |
| Vitória   | 1–0    | Sam Holloway         | Finalização (mata-leão)        | IFL – 2007 Team Championship Final | 20/07/2007 | 1     | 1:49  | Hollywood, Flórida, Estados Unidos         |                 |